# Zevendedagsadventisten

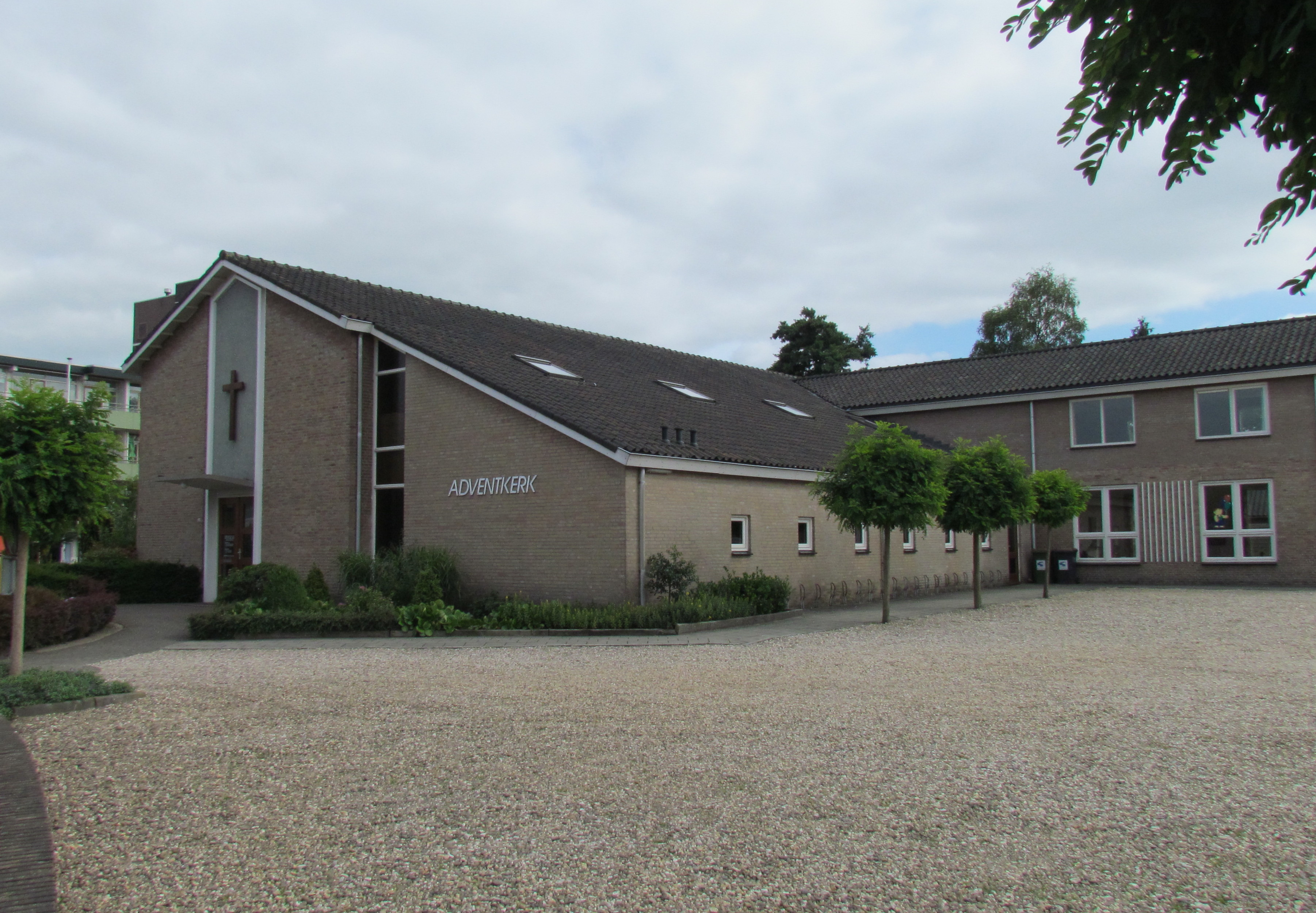
De Adventkerk in Apeldoorn in 2011

Het Kerkgenootschap der Zevendedagsadventisten (ZDA), kortweg de zevendedagsadventisten, ofwel de Adventkerk, is een internationaal christelijk kerkgenootschap, ook wel aangeduid als Seventh-day Adventist Church (SDA). Het kerkgenootschap, opgericht in 1863, wordt gerekend tot het restaurationistische protestantse christendom.
De kerk groeide uit tot een wereldwijde beweging, met samenkomsten in 204 landen van de in totaal 232 landen die bij de Verenigde Naties zijn geregistreerd. Daarmee is het Kerkgenootschap der Zevende-dags Adventisten een wereldkerk. Wereldwijd beschouwen ten minste 19 miljoen personen zich als adventist. Dat aantal blijft groeien. In de loop van de eenentwintigste eeuw traden jaarlijks meer dan 1 miljoen nieuwe leden toe. 
De diversiteit in de meeste landen wordt weerspiegeld door een aantal nationaliteiten en hun etnische samenstelling. Deze diversiteit doet zich vooral voor in veel westerse landen, waaronder in Nederland, hoofdzakelijk ten gevolge van migratiegolven in verleden en heden. Er zijn in Nederland 79 plaatsen van samenkomst van het kerkgenootschap, met, eind 2023, circa 6000 gedoopte leden. Dit aantal blijft ondanks toetreden van nieuwe leden ongeveer gelijk, voornamelijk door overlijden van veelal oudere leden. 

## Geschiedenis
Het Kerkgenootschap der Zevendedagsadventisten ontstond in de negentiende eeuw vanuit het adventisme in de Verenigde Staten. Deze beweging, die deel uitmaakte van een opeenvolging van gelijk gemotiveerde stromingen onder het restaurationisme, was vooral in de jaren 1840-1849 dieper gericht op de profetische teksten in de Bijbel over de wederkomst van Jezus. Deze interesse werd vooral door William Miller teweeggebracht, die aankondigde dat Jezus in 1844, op 22 oktober, terug zou komen op aarde.
Een sleutelfiguur in het kerkgenootschap is Ellen White (1827-1915). 
Door toedoen van zevendedagsbaptisten, die vooral werden beïnvloed door Rachel Oakes Preston (1809-1868), afkomstig uit New Hampshire, aanvaardde een aantal vroege adventisten argumenten voor de stelling dat volgens de Bijbel als rustdag de sabbat op zaterdag (de zevende dag) gevierd moet worden, in plaats van op zondag (de eerste dag van de week). 
Het kerkgenootschap werd in 1860 gesticht in Washington. De formele oprichting volgde drie jaar later (1863). Door een krachtige zendingsactiviteit vanuit het hart van de organisatie in de Verenigde Staten wist het kerkgenootschap binnen ruim een eeuw uit te groeien tot een groepering met enkele miljoenen aanhangers. Er vonden in de loop der tijd weliswaar een aantal afsplitsingen plaats (zie adventisme, denominaties). 
De eerste adventistische zendelingen trokken in 1874 naar Europa. Nog voor het begin van de twintigste eeuw wisten zij kleine groepen adventisten, verspreid over vele Europese landen, te creëren. Enkele decennia later zouden ook andere werelddelen volgen. 
In Nederland ontstond de beweging in 1887. Deze bestond uit leden van een kleine groep zevendedagsbaptisten in Oost-Groningen.
Het bestuur over de ZDA-gemeentes en over church plants binnen Nederland is gehuisvest in het landelijk kantoor van de Nederlandse Unie, op landgoed Zandbergen te Huis ter Heide. 
In België werd de beweging tien jaar later, in 1897, opgericht. Het hoofdkantoor van de Belgisch-Luxemburgse Federatie van de zevende dag Adventisten Kerken bevindt zich in Brussel.
Aanvankelijk waren er geen geloofspunten vastgelegd. Later kwam men daar toch toe. In 2005 werd er een 28ste geloofspunt toegevoegd aan de reeds bestaande. De geloofspunten beschrijven wat adventisten geloven, maar schrijven het niet vóór. Degenen die toetreden tot het kerkgenootschap middels doop door onderdompeling, of, indien zij eerder zijn gedoopt - bijvoorbeeld binnen een kerkgenootschap waarvan de geldigheid door de zevendedagsadventisten wordt erkend op belijdenis van hun geloof - onderschrijven deze punten in zijn algemeenheid of grotendeels. Voorafgaand aan opname in een gemeente worden de kandidaat-dopeling in het kort vragen gesteld waarop instemmend dient te worden gereageerd. De leden van een gemeente waartoe men toetreedt, geven middels handopsteken aan of zij instemmen met opname in hun gemeente. Gewoonlijk geldt een periode van drie weken voorafgegaan aan deze opname als proefperiode. In die tijd kan hiertegen bezwaar worden ingediend bij het plaatselijk bestuur.

## Principes
Zevendedagsadventisten leven met de Bijbel als leidraad. Dat is de reden dat ze samenkomen op sabbat (zaterdag). Specifieke kenmerken van het adventisme zijn verwoord in de naam van de kerk: de zevende dag (de sabbat) en de wederkomst van Jezus Christus (advent). Bijbelstudie en trouw zijn aan de beginselen van de Bijbel geven richting aan hun leven. De belangrijkste verschillen tussen de gevestigde kerkgenootschappen en de zevendedagsadventisten omvatten de nadruk die gelegd wordt op zowel de sabbat (mede op grond van de tien geboden in Exodus 20:1-17 en Deuteronomium 5:6-21) als op de wederkomst van de Heer. Hiertoe behoort eveneens de visie op de blijvende geldigheid van de wetgeving van God betreffende het in acht nemen van de spijswetten in het Oude Testament die voor de Israëlieten gold (en nog steeds geldt voor hedendaagse orthodoxe joden). Volgens zevendedagsadventisten zijn naast de wetten van God uit het Oude Testament de spijswetten nooit door Jezus afgeschaft, maar gelden ze nog steeds voor alle mensen die geloven in God. Het grootste deel van deze spijswetten staat in Leviticus 11 en in Deuteronomium 14:3-21. Genesis 7:2-8; 8:20 en 9:3-4 benoemen evenzo voorschriften over voedsel. Een aantal adventisten volgt het zevendedagsadventistendieet.   

### Sabbatsrust
In plaats van op zondag, zoals de meeste andere christenen, vieren de zevendedagsadventisten de sabbat, op zaterdag, de zevende dag van de week, als wekelijkse rustdag die door God zelf gegeven is (Genesis 2:2,3). De sabbat duurt van zonsondergang op vrijdagavond tot zonsondergang op zaterdagavond. De sabbat wordt ook in de tien geboden (Exodus 20:8-11 en Deuteronomium 5:12) als rustdag genoemd. Deze teksten liggen, samen met vele andere (bijv. in Leviticus 19:30) ten grondslag aan de sabbatviering. Over het algemeen werken zevendedagsadventisten niet op sabbat, maar als het gaat om noodzakelijke functies zoals verpleging in ziekenhuizen zijn ze vaak pragmatisch ingesteld.

### Voeding en gezondheid
Ellen White zou in een visioen allerlei adviezen voor een goede gezondheid ontvangen hebben. Voedselvoorschriften zouden een belangrijke rol in het kerkgenootschap gaan spelen. Dit wordt wel het Zevendedagsadventistendieet genoemd. Zevendedagsadventisten houden zich aan de spijswetten zoals die beschreven staan in Deuteronomium en in Leviticus 11. Op grond daarvan eten ze onder meer geen paarden- en varkensvlees, geen garnalen, schaal- noch schelpdieren en geen vis zonder schubben (zoals paling). Dit vertoont grote gelijkenis met koosjer eten en, in mindere mate, ook met halal eten. Daarnaast gebruiken zevendedagsadventisten geen alcoholische dranken en geen tabak. Producten met cafeïne, onder andere van nature voorkomend in koffiebonen, thee en cacaobonen, worden soms eveneens gemeden, vooral door de vegetariërs en veganisten in de beweging. Cornflakes, door de zevendedagsadventist en arts John Harvey Kellogg (1852-1943) in 1897 op de markt gebracht, werd over de hele wereld bekend en paste in de gerichtheid op gezonde voeding. Kellogg was tevens eigenaar van een adventistisch sanatorium.
Als onderbouwing voor het zich houden aan de voedselvoorschriften wordt onder meer verwezen naar 1 Korinthiërs 6:19-20. Daarin wordt beschreven dat God eigenaar is van het menselijk lichaam en een tempel is van de Heilige Geest, hetgeen inhoudt dat mensen God met dit lichaam eer moeten bewijzen. Waar dit door veel andere kerken vooral op geestelijk en seksueel gebied geïnterpreteerd wordt (ook met inachtneming van 1 Korinthiërs 6:12-18), streven de adventisten ernaar om deze tempel ook wat betreft voeding zo zuiver mogelijk te houden en zo de schepper eer te bewijzen.

### Ethiek en seksualiteit
De officiële leer van de kerk met betrekking tot abortus is dat het niet is toegestaan om een abortus te laten plaatsvinden ten behoeve van geboortebeperking, vanwege het geslacht van het kind, of uit gemakzucht. In de uitzonderingsgevallen, waarbij morele of medische dilemma's een rol spelen, zoals een levensbedreigende situatie voor de aanstaande moeder, of zwangerschap ten gevolge van verkrachting of incest, wordt iedere situatie individueel begeleid om een keuze te kunnen maken.
Seksuele intimiteit mag volgens de leer alleen plaatsvinden binnen een huwelijk tussen een man en een vrouw. Echtscheiding wordt afgewezen, volgens artikel 23 van de in 2005 door het kerkgenootschap opnieuw geformuleerde 27 geloofspunten, waaraan toen tevens een 28ste geloofspunt werd toegevoegd. Naast hertrouwen indien de echtgenoot of echtgenote is overleden, is een buitenechtelijke relatie van de partner de enige geldige reden voor het aanvragen van een echtscheiding en een eventueel nieuw huwelijk.
Voor zevendedagsadventisten is het aangaan van homohuwelijken niet mogelijk. Het Kerkgenootschap der Zevende-dags Adventisten spreekt zich, zeker in Nederland, sterk uit tegen discriminatie, haat en geweld jegens de LGBT-wereldwijd. Om het geestelijke, emotionele, sociale en fysieke welzijn te ondersteunen van zevendedagsadventisten die niet heteroseksueel geaard zijn, werd in 1976 de internationale organisatie Zevende-dags Adventisten Kinship Internationaal (SDA Kinship) opgericht.
De boven reeds genoemde zevendedagsadventist en arts John Harvey Kellogg (1852-1943) was een uitgesproken kruisvaarder tegen alle vormen en soorten van seksualiteit. Daarbij was hij voorstander van zeer verregaande methoden:
Een remedie tegen masturbatie die bij jongens vrijwel altijd succes boekt is de besnijdenis. De operatie dient uitgevoerd te worden door een chirurg en zonder het toedienen van verdovingsmiddelen, opdat de kortstondige pijn een reinigende werking op de geest zal hebben. Dit laatste met name als de hele gebeurtenis verbonden wordt met het idee van een bestraffing.
Uit "Treatment for Self-Abuse and its Effects", geschrift in Plain Facts for Old and Young (1888). Burlington, Iowa: F. Segner & Co.; p.295
Ook geloofde Kellogg dat de voeding invloed kon hebben op de seksuele lusten. Daarom ontwierp hij een ontbijt (zijn cornflakes), samengesteld uit ingrediënten die de seksuele lusten zo min mogelijk zouden stimuleren.

### Wederkomst van Christus
Naast het streven de tien geboden strikt na te leven, ligt de nadruk van het kerkgenootschap meer op de zogeheten wederkomst (de profetie dat Jezus Christus elk moment terug kan komen naar de aarde) dan bij overige gevestigde kerken het geval is. Profetieën, met name uit de Bijbelboeken Daniël en Openbaring, vormen voor zevendedagsadventisten een sleutel om te geloven dat het huidige tijdperk de eindgeschiedenis zou inluiden van het menselijk leven op aarde. Zo wordt er bijvoorbeeld van uitgegaan dat op een gegeven moment een verplichting komt om de zondag als rustdag te houden en dat ieder die dan zal meedoen aan de godsdienstige aanbidding op de zondag in plaats van op de sabbat het 'merkteken van het beest' zal ontvangen (Openbaring 14:9, 16:2, 20:4).

## Kritiek
Kritiek vanuit de gevestigde protestantse en katholieke kerken is er vooral op het strikt naleven van de joodse wetten. De vraag of dat nu wel of niet noodzakelijk is, speelde overigens al tijdens het christendom van de eerste eeuw. Dit blijkt bijvoorbeeld uit teksten zoals in Handelingen, hoofdstuk 15.
De internationale kerk krijgt ook kritiek vanwege haar antivakbondshouding. Het is adventistische organisaties en instellingen in feite verboden vakbonden te erkennen of daarmee te onderhandelen. Dit gaat terug op Ellen White en haar stelling dat een echte christen niet aangesloten kan zijn bij een vakbond. Een rechtsgeding dienaangaande in oktober 1998 haalde de pers. Ukiah Valley Medical Centre, eigendom van de Adventkerk, vroeg om een uitzondering van de federale arbeidswetgeving omtrent syndicalisering. Het hospitaal vond dat het wettelijk verplichte toestaan van het personeel om een vakbond te vormen, een inbreuk vormde op zijn godsdienstvrijheid.
Er was en is ook veel kritiek wegens de zienswijze dat Ellen White op dezelfde wijze geïnspireerd zou zijn geweest als de oudtestamentische profeten. Hoewel de waardering voor Ellen White doorgaans sterk is, zijn adventisten in Europa hierin vaak wat terughoudender dan hun geloofsgenoten in de Verenigde Staten.

## Toenadering evangelische beweging
In 2006 en 2007 zochten de zevendedagsadventisten en de WEA (World Evangelical Alliance, een koepelorganisatie van verschillende evangelische kerken en organisaties, zoals de Nederlandse en Vlaamse Evangelische Alliantie) toenadering. In een gemeenschappelijke persverklaring naar aanleiding van deze bijeenkomsten, meldden beide partijen dat de grote theologische overeenstemming ruimte biedt voor een samenwerkingsverband. Tevens verklaarden de zevendedagsadventisten geen formeel samengaan binnen de Raad van Kerken, dan wel lidmaatschap daarvan te hebben besproken, maar als geassocieerd lid van de Raad van Kerken in Nederland te zullen fungeren. Rolf Hille, een WEA-theoloog, zei in 2007 dat de zevendedagsadventisten op weg waren een 'gewoon' evangelisch kerkgenootschap te worden, waardoor ze lid van de Evangelische Wereldalliantie zouden kunnen worden.

## Kerkgebouwen

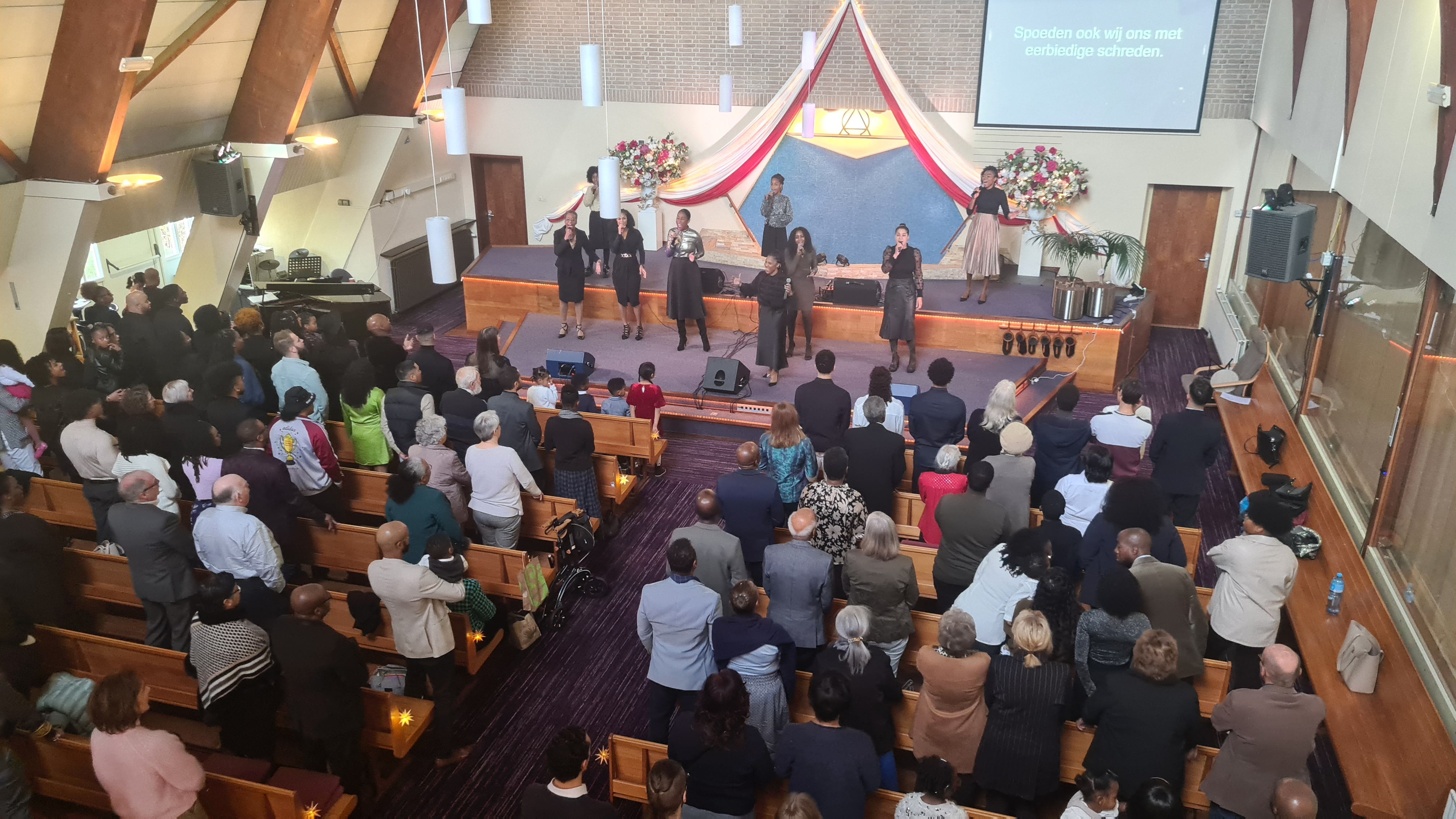
[https://www.adventkerkrotterdamnoord.nl Een dienst van de Adventisten in het kerkgebouw van Rotterdam-Noord.

Deels hebben de adventisten eigen, grotere of kleinere, kerkgebouwen. In een aantal plaatsen met vestigingen van het kerkgenootschap dragen kerkgebouwen die ze in bezit hebben de naam "Adventkerk", zoals het geval is in Leeuwarden, Utrecht en West-Souburg. Adventisten hebben in Amsterdam-Zuid, Antwerpen, Apeldoorn, Arnhem, Den Haag, Deventer, Groningen, Hilversum, en in Rotterdam-Noord en Rotterdam-Zuid eveneens gebouwen in gebruik die onder de naam "Adventkerk" bekend staan. In Huis ter Heide is de Adventkapel in gebruik door ZDA. Verder maken ze voor hun erediensten en overige bijeenkomsten gebruik van een kerkgebouw of een andere ruimte die door een kerkgemeente wordt gehuurd. In 2024 zijn er in totaal zo'n 70 kerkgemeentes, waarvan 12 churchplants (aspirant gemeentes). Gemeentes die deels voortgekomen zijn uit gemeentestichting zijn in een aantal gevallen gericht op de gemeenschappelijke culturele achtergrond (bijvoorbeeld Ghana en de Antillen) of taal (bijvoorbeeld Spaans en Portugees).

## Bekende leden
- Antoinette Hertsenberg, televisiepresentatrice
- Marianne Thieme, oud-fractievoorzitter en oud-partijleider van de Partij voor de Dieren (PvdD) in de Tweede Kamer
- Niko Koffeman, fractievoorzitter van de PvdD in de Eerste Kamer
- Herbert Blomstedt, Zweeds dirigent
- James Marape, (24 april 1971), premier van Papoea-Nieuw-Guinea sinds mei 2019
- Mantfombi Dlamini, Zoeloe koningin-regentes in 2021
- Misuzulu Zulu, Zoeloe koning sinds 2021
- Ben Carson, chirurg en politicus
- Chilli (Rozonda Thomas), rapper/zangeres, lid van TLC
- David Alaba, Oostenrijkse voetballer, o.a. speler van Bayern München en Real Madrid

Volledige lijst van (ex-) zevendedagsadventisten.